# Abbas Ahmad Akhoundi
Abbas Ahmad Akhoundi (in persiano عباس آخوندی‎) (Najaf, 6 giugno 1957) è un politico iraniano, Ministro delle strade e dello sviluppo urbano dal 2013 al 2018.